# Burmas historie
Burmas historie falder i tre dele: tiden forud for den engelske koloniperiode, tiden 1824-1948 som engelsk koloni, og tiden efter 1948, da landet blev uafhængigt.

## Mon
Der har boet mennesker i det område, som nu er Burma, for i hvert fald 11.000 år siden, men den første civilisation, man kan identificere, tilhørte monfolket. Dette folk indvandrede formodentlig til regionen omkring 3000 f.Kr.. Ifølge en mundtlig tradition skal de have fået kontakt med buddhismen så tidligt som i 200-tallet f.Kr. gennem søfarere, men i 100-tallet f.Kr. havde buddhismen definitivt nået dem gennem munke fra Ashoka. Meget af monfolkets skrevne kildeor er senere gået tabt under krige. De blandede deres egen kultur med indslag fra Indien og skabte en blanding af de to civilisationer.

## Pyu
Pyufolket nåede Burma under det sidste århundrede før Kristus og etablerede kongeriger omkring byerne Binnaka, Mongamo, Sri Ksetra, Peikthanomyo og Halingyi. På den tide var Burma en del af handelsvejen mellem Indien og Kina. Kinesiske kilder hævder, at Pyu kontrollerede 18 kongeriger og beskriver dem som "et venligt og fredeligt folk". Krig var så godt som ukendt blandt Pyu, og konflikter afgjordes ofte ved tvekamp eller ved byggekonkurrencer. De afstod tilmed fra at bære silke for at undgå at slå silkeorme ihjel. Forbrydelser bestraffedes med piskning, og der fandtes ingen fængsler, selv om alvorlige forbrydelser kunne medføre dødsstraf. Pyu praktiserede theravadabuddhisme og alle børn levede som novicer i templer mellem deres syvende og tyvende år.
Pyufolkets bystater forenedes aldrig i et forenet kongerige, men de større byer dominerede ofte og krævede tribut fra de mindre. Den mægtigste bystat var Sri Ksetra, som arkæologiske undersøgelser antyder var den største by, som byggedes i Burma. Nøjagtigt hvornår den grundlagdes, er ukendt, men det må være inden et skifte af dynastier år 94, som omtales i pyufolkets krøniker. Byen blev åbenbart forladt 656 til gavn for en mere nordlig hovedstad, hvis nøjagtige beliggenhed er ukendt. Visse historikere mener, at det var Halingyi. Hvor den nye by end var beliggende, plyndredes den af kongeriget Nanzhao i midten af 800-tallet, hvor efter pyufolkets dominans aftog.

## Kongeriget Pagan
I nord havde et andet folk, bamar, også begyndt at bosætte sig. I 849 havde de grundlagt et mægtigt rige omkring byen Pagan (senere stavet "Bagan") og fyldt det tomrum, som Pyu havde efterladt. Kongeriget voksede i relativ isolation frem til regeringstiden for kong Anawrahta (1044-1077), som forenede Burma ved at besejre Mon-byen Thaton 1057. Riget befæstedes videre under de efterfølgende konger Kyanzittha (1084-1113) og Alaungsithu (1112-1167) således, at ved midten af 1100-tallet var størstedelen af Sydøstasien kontrolleret af enten Pagan-riget eller khmerriget. Pagan-riget oplevede en nedgang, da stadig mere land og ressourcer blev overtaget af den mægtige buddhistiske rørelse sangha samtidig, som mongolerne truede fra nord. Den sidste virkelige konge af Pagan, Narathihapate (1254-1287) var sikker på sin evne til at modstå mongolerne og drog nordpå ind i Yunnan i 1277 for at føre krig mod dem. Han led imidlertid et fuldstændigt nederlag i slaget ved Ngasaunggyan og der efter faldt Pagan-rigets modstandsevne sammen. Kongen blev myrdet af sin søn. Mongolerne erobrede det meste af riget og satte en marionet på tronen i 1289.

## Ava og Pegu (cirka1364-1555)
Efter Pagans kollaps splittedes Burma. En burmesisk avadynasti opstod i byen Ava 1364. En kultur genopstod i Pagan og en storhedstid for burmesisk litteratur fulgte. Kongariget havde ikke let försvarsbare grænser, og det faldt for shanfolket 1527.
I det sydlige Burma etablerede et mondynasti sig, først i byen Martaban og senere i Pegu. Under kong Rajadhirats regeringstid (1383-1421) lå Ava og Pegu i vedvarende krig. Dronning Baña Thaus fredelige regeringstid 1453-1472 sluttede med, at hun valgte munken Dhammazedi (1472-1492) som sin efterfølger. Under ham blev Pegu et centrum for handel og theravadabuddhisme.
Ava lå i permanent krig med taifyrster (shanfyrster) i nord ved grænsen mod Yunnan. Hovedstaden Ava udsattes for gentagne tairaider og Ava sendte tropper nordpå for at angribe vasalstater til tai, som Mong Mao. Mingdynastiet i Kina forsøgte flere gange at mægle fred med traditionel kinesisk diplomati. Tidvis blev Ava inddraget i stridigheder mellem Tai og Ming i Yunnan.

## Toungoodynastierne
Kong Mingyinyo oprettede det første Toungoodynasti (1486–1599) i Toungoo, syd for Ava, mod slutningen af Avadynastiets tid. Efter, at Ava var faldet ved en invasion af Shan-folket i 1527, flyttede mange burmesere fra Ava til Toungoo, somn blev et nyt magtcentrum i Burma. Mingyinyos søn Tabinshwehti (1531-1550) forenede det meste af Burma. På den tid var den geopolitiske situation i Sydøstasien dramatisk forandret. Shanfolkets magt voksede i nord i kongeriget Ayutthaya mens portugiserne ankom i syd og erobrede Malacka. Med ankomsten af europæiske handelsmænd blev Burma atter et vigtigt handelscentrum, og Tabinshwehti flyttede sin hovedstad til Pegu på grund af dens strategiske beliggenhed som handelsby. Han formåede tillige at få kontrol over det sydlige Burma, men hans kampagner nordpå mod Arakan, Ayutthaya og Ava var derimod ikke fremgangsrige.
Da Bayinnaung (1551-1581), Tabinshwehtis svoger, besteg tronen, indledte han en serie erobringskrige og invaderede flere stater, blandt andre Manipur 1560 og Ayutthaya 1569. Hans krige pressede imidlertid Burma til det yderste, og de genvandt snart deres selvstændighed igen.
Under indtryk af oprør i flere byer og fornyede portugisiske indtrængender trak Toungdoo-monarkerne sig tilbage fra det sydlige Burma og grundlagde et nyt dynasti i Ava. Bayinnaungs sønnesøn, Anaukpetlun, forenede på ny Burma i 1613 og gjorde en ende på portugisiske forsøg på at erobre landet. Hans efterfølger, Thalun genindførte principperne for det gamle Pagan-rige men koncentrerede sig om religiøse fortjenester og gav den sydlige del af landet meget lidt opmærksomhed. Opmuntrede af fransmændene i Indien gjorde Pegu oprør mod Ava, hvilket yderligere svækkede staten, som faldt i 1752.

## Konbaungdynastiet
Det tog ikke lang tid inden et nyt dynasti, Konbaung, trådte frem og førte Burma til sit hidtidige højdepunkt. En populär burmesisk leder ved navn Alaungpaya fordrev Pegustyrkerne fra det nordlige Burma i 1753 og havde 1759 erobret Pegu med total underkastelse af monfolket, og det sydlige Burma som følge, samt genvundet kontrollen over Manipur. Han placerede for en kort tid sin hovedstad i Dagon, som han omdøbte til Yangon. Han marcherede mod Ayutthaya men blev syg og var tvunget til at stoppe invasionen og døde på vej hjem. Hans næst ældste søn Hsinbyushin (1763-1776) vendte tilbage til Ayutthaya og erobrede landet 1767. Til og med Kina begyndte at frygte den burmesiske ekspansion i syd og sendte tropper, men Hsinbyushin slog flere kinesiske invasionsforsøg tilbage mellem 1766 og 1769. En anden af Alaungpayas sønner, Bodawpaya (1781–1819), mistede Ayutthaya men erobrede Arakan og Tenasserim. I januar 1824, under kong Bagyidaws regeringstid (1819-1837), lykkedes det en burmesisk general ved navn Mahabandoola at erobre Assam, hvilket gjorde, at Burma havnede ansigt til ansigt med britiske interesser i Indien.

## Krige medStorbritannien
Burmas ekspansion fik konsekvenser langs hele dets grænser. Alt efter som grænserne flyttedes nærmere britisk Indien, opstod der problemer med at såvel flygtninge som militær krydsede dårligt definerede grænser. Som et svar på burmesisk ekspansion og tillige direkte angreb gjorde briterne og Siam fælles sag mod Burma 1824. Krigen sluttede med en britisk sejr 1826, og Burma mistede tidligere erobrede områder i Assam, Manipur og Arakan. Britterna tog også kontrol over Tenasserim med den hensigt at anvende provinsen i fremtidige forhandlinger med enten Burma eller Siam. Briterne begyndte stadigt mere at sigte mod overtagelse af Burmas ressourcer og havne i en tid, da det britiske imperium ekspanderede meget hurtigt. I 1852 sendte briterne en repræsentant til Burma for at diskutere et antal punkter vedrørende den tidligere fredsaftale. Burmeserne gik hurtigt med til flere indrømmelser, blandt andet afskedigelsen af den guvernør, som briterne havde taget for sit casus belli. Den britiske repræsentant Lambert fik efterhånden fremprovokeret den flådekonfrontation, som blev ophav til den anden krig mellem briterne og Burma. Denne krig sluttede med, at briterne annekterede Peguprovinsen og omdøbte den til Nedre Burma. Krigen resulterede også i en paladsrevolution i Burma, hvorved kongen Pagan Min (1846–1852) erstattedes af sin broder Mindon Min (1853-1878). Kong Mindon forsøgte at modernisere Burmas økonomi og forvaltning for at stå imod briterne, og han anlagde en ny hovedstad, Mandalay, som han fortsatte med at befæste. Dette rakte imidlertid ikke til for at stoppe briterne, som hævdede, at Mindons søn Thibaw Min (1878–1885) var en tyran, som havde planer om at stille sig på franskmændenes side, at han havde mistet kontrollen over sit land og tilladt uroligheder at sprede sig over grænserne, og at han gjorde afvigelser fra en aftale, som hans fader havde undertegnet. Briterne erklærede atter krig i 1885 og erobrede resten af landet.

## Britiske kolonistyre
Burma var der efter en britisk koloni indtil uafhængigheden i 1948.
Storbritannien gjorde Burma en provins i Indien i 1886 med Rangoon (Yangon) som hovedstad. Det traditionelle burmesiske samfund ændrede sig drastisk med faldet af monarkiet og adskillelsen af stat og religion. Selv om krigen officielt sluttede efter kun få uger, fortsatte modstand mod briterne i den nordlige del indtil 1890. Til sidst ødelagde briterne hele landsbyer og udpege nye lokale embedsmænd for at stoppe guerilla-aktiviteter. Samfundets økonomiske struktur ændrede sig også dramatisk. Da Suezkanalen blev åbnet, øgede efterspørgslen efter burmesiske ris drastisk, og nyt land blev taget i brug for dyrkning. For at kunne opdyrke de nye marker måtte bønderne låne penge fra indiske lånehajer (kaldet Chettiar). Renten var høj, og ofte var landmændene tvunget til at sælge husdyr og jord, og selv flytte, når de var ude af stand til at afbetale lån. En stor del af de skabte arbejdspladser gik til indiske arbejdere, og hele landsbyer blev lovløse, fordi de blev overtagne af landevejsrøvere. Da den burmesiske økonomi voksede, forblev magten og indkomsterne i hænderne på nogle få britiske virksomheder og arbejdskraft indvandrede fra Indien. Embedsmænd var stort set indere og burmesere var også forhindrede i at tjene i hæren. Selv om landet oplevede fremgang, fik den indfødte befolkning ikke del af denne.
Ved århundredeskiftet havde en nationalistisk bevægelse begyndt at tage form i Young Men's Buddhist Associations (oversat: Unge Mænds buddhistiske Association, YMBA), efter modellen fra KFUM, fordi den koloniale regering tillod religiøse organisationer. De blev fulgt senere af General Council of Burmese Associations (oversat: Det Generelle Råd for burmesiske Associationer, GCBA), som blev forbundet med Wunthanu athin eller "nationale sammenslutninger", hvilke voksede op i landsbyer over hele Burma. En ny generation af burmesiske ledere kom til i begyndelsen af 1900-tallet blandt de burmesere, som fik lov til at rejse til England for at studere jura. De kom tilbage med den overbevisning, at den burmesiske situation kunne forbedres gennem en reform. Progressiv forfatningsreform i begyndelsen af 1920-erne førte til et parlament med begrænsede beføjelser, et universitet og mere autonomi inden for den indiske administration. Man begyndte også på at arbejde for at øge andelen af burmesere blandt tjenestemænd. Det blev i nogle kredse følte dog, at reformerne ikke var tilstrækkelige, og at ændringerne ikke ske hurtigt nok.

## Socialistisk diktatur
Landet blev selvstændigt i 1948, året efter Indien og Pakistan. General Ne Win gennemførte i 1962 et militærkup og oprettede et militært revolutionsråd som landets regering. Ne Win udviklede en buddhistisk socialisme under streng isolering fra omverdenen. Landets føderale opbygning bibeholdtes men kompletteredes med en hierarki af arbejder- og bonderåd. Et nyt parti under navn Myanmars socialistiske programparti (Burma Socialist Programme Party) oprettedes og fik status som eneste tilladte parti. Næringslivet overtoges af staten efter sovjetisk forbillede.
I 1980'erne skete en forsigtig liberalisering, men situationen skærpedes atter i 1988, da massedemonstrationer med krav om demokrati blev slået ned med vold. Oppositionen sejrede i flerpartivalg, men en overgang til civilt styre forhindredes. Den folkelige modstands samlende symbol, Aung San Suu Kyi (datter af frihedskæmperen Aung San), sattes i husarrest, og krigen mod minoriteterne fortsatte. Den internationale kritik var hård, især efter regimets overgreb mod muslimer i 1992, hvor flere hundrede tusinde flygtede til det muslimske naboland Bangladesh. Aung San Suu Kyi, som fik Nobels fredspris i 1991, blev frigivet i 1995 og overtog atter ledelsen af oppositionspartiet NLD. Trods samtaler mellem regimet og oppositionen er repressionerne ikke ophørt. Flere guerillagrupper har dog nedlagt deres våben eller er blevet tvunget til at forlade landet.
ASEAN-landenes beslutning i 1997 om at acceptere Burma som medlem førte til international kritik. Burma blev medlem af ASEAN i 1998.
I 1989 ændrede regimet landets officielle engelske navn fra "the Union of Burma" til "the Union of Myanmar", hvilket efterfølgende blev anerkendt af FN. Samtidig blev navnene på mange byer ændret som fx hovedstaden, som fik ændret navn fra Rangoon til Yangon. Navneskiftet fra "Burma" til "Myanmar" var omstridt af oppositionen i landet og af flere vestlige lande. USA og Storbritannien anerkender ikke navnet Myanmar, de bruger stadig det tidligere navn, Burma.

## Frie valg og demokrati
I 2010 afholdtes valg og i 2012 løsnede militærjuntaen grebet efter fem årtier med militærdiktatur. I 2015 vandt Aung San Suu Kyis politiske parti NLD (forkortelse for Nationalligaen for demokrati) en jordskredssejr ved valget og blev første civile regering i årtier.
Den 1. februar 2021 to militæret magten ved et statskup, hvor den demokratisk valgte leder Aung San Suu Kyi blev anholdt og sat i husarrest.